# Кастельвеккьо-Кальвизио
Кастельвеккьо-Кальвизио (итал. Castelvecchio Calvisio) — коммуна в Италии, располагается в регионе Абруццо, в провинции Л’Акуила.
Население составляет 187 человек (2008 г.), плотность населения составляет 12 чел./км². Занимает площадь 15 км². Почтовый индекс — 67020. Телефонный код — 0862.
Покровителем коммуны почитается святой Иосиф Обручник, празднование 19 марта.

## Демография
Динамика населения:

## Администрация коммуны
- Официальный сайт: